# Wang Wanxing
Pour les articles homonymes, voir Wang (patronyme).
Wang Wanxing (chinois : 王万星), né le 10 octobre 1949 à Pékin, est un dissident chinois militant pour la réforme et la démocratie en République populaire de Chine. Il fut prisonnier de conscience pendant plusieurs années dans des centres de détention chinois et des hôpitaux psychiatriques « Ankang ». Il fut relâché par les autorités chinoises en 2005, et vit désormais en Allemagne. Wang est le seul résident d'une telle institution à avoir été libéré vers un pays occidental.

## Biographie
D’une famille de travailleurs, Wang grandit pendant la révolution culturelle, et fut scolarisé à Pékin. Son militantisme fut beaucoup influencé par la mort par la faim de sa grand-mère pendant une famine rurale.
En 1968, il fut envoyé dans une ferme collective à Heilongjiang, une ville près de la frontière russe.

## Action politique
Pendant son séjour dans la ferme collective, il rédige une lettre personnelle à Mao Zedong et lui réclame la revendication de Deng Xiaoping. Il fut arrêté dans la nuit, et passa le mois suivant en prison. 
En 1976, lors des manifestations qui ont eu lieu dans la place Tian'anmen suivant la mort de Zhou Enlai, Wang rédige une lettre au premier ministre Hua Guofeng et lui demanda le retour de  Deng au pouvoir. Il fut déclaré « réactionnaire » et passa 17 mois en prison. En février 1979, quand Deng a repris le pouvoir, Wang fut relâché et il retourna à Beijing, où il prit du travail comme magasinier. Wang fut impliqué au Mur de la démocratie. Il était un des conseillers des étudiants lors des manifestations de la place Tian'anmen en 1989, et il avait aussi le rôle d'un médiateur. 
Il rédige une lettre en décembre 1998 aux dirigeants de la Chine, afin de plaider l'adoucissement du jugement et peine de Xu Wenli, Wang Youcai et Qin Yongmin, pour avoir fondé le Parti démocrate chinois.
Le 4 juin, 1992 il manifesta tout seul sur la place Tian'anmen pour marquer l'anniversaire de la grande manifestation pour la démocratie qui y avait eu lieu trois ans auparavant. Les autorités l’ont mis dans une institution psychiatrique, diagnostiqué de la « monomanie politique ».
Selon le compte-rendu officiel « Il souffrait de la paranoïa, son comportement dangereux est à cause de ses délusions. »
En août 1999, sous la pression des organismes de droits de l’homme, Human Rights Watch et Amnesty International, il fut libéré pour une durée provisoire de trois mois, sous condition qu'il ne prenne aucun contact avec les journalistes et les médias. À l’échéance, le 18 novembre 1999, Wang exprime son désir de parler de son expérience devant la presse locale et internationale. Wang fut enlevé de sa résidence par huit agents de la sécurité et il retourna de nouveaux à Beijing Ankang le 23 novembre 1999,.

### Relâche et asile
De façon inattendue, les autorités l’ont relâché et il fut expulsé en Allemagne, le 16 août 2005. Il passa au total 13 ans dans un « Ankang » près de Beijing.
Examiné en 2006 par deux psychiatres, les docteurs Raes et van der Meer pendant deux jours, Wang fut prononcé sain : « Il n’y avait aucune trace de maladie mentale qui aurait justifié son admission [dans une institution psychiatrique] ».

### Infos personnelle
Avec sa femme, Wang Junying, et leur fille, Wang vit actuellement en Allemagne comme réfugié.